# レオニード・イヴァショフ
レオニード・グリゴリエヴィッチ・イヴァショフ（ロシア語: Леонид Григорьевич Ивашов、1943年8月31日 -）は、ロシアの軍人。

## 人物・来歴
ドミトリー・ウスチノフ国防相の上級補佐官を務めたのち、1987年に国防省総務部長。2001年退役。
NATOの東方拡大への強硬的な批判者として知られており、その保守的論調から退役後も現役将校に強い影響力を持っている。
ロシアのウクライナ侵攻開始前の2022年2月と、開始後の5月の2度に渡ってプーチン政権と軍部を批判する声明を発表した。